# Commerce de compensation
 (juin 2014).
Si vous disposez d'ouvrages ou d'articles de référence ou si vous connaissez des sites web de qualité traitant du thème abordé ici, merci de compléter l'article en donnant les références utiles à sa vérifiabilité et en les liant à la section « Notes et références ».
Le commerce de compensation est l'échange  de biens ou de services qui  sont payés, en tout ou partie, par échange avec d'autres biens ou de  services, plutôt que de  l'argent. Dans les  relations entre États souverains, on utilise le terme commerce bilatéral. Le commerce de compensation désigne « toute transaction impliquant l'échange de biens  ou de services pour quelque  chose de valeur égale[réf. nécessaire]. »

## Types de commerce compensation
Il existe cinq variantes  principales du commerce de compensation :
- Le troc : Échange de biens ou  de services directement  pour d'autres produits ou  des services sans utiliser  d'argent comme moyen  d'achat ou de paiement.

Le troc est l'échange direct  de marchandises entre deux parties à une transaction. Les principales exportations sont  payés pour des biens ou  services fournis par le  marché d'importation. Un seul contrat couvre à la fois les  flux. Une  des plus grandes opérations  de troc participé à ce jour est l'accord de Occidental  Petroleum Corporation pour  expédier l'acide sulfurique à  l'ex-Union soviétique en échange de l'ammoniac et de la potasse sous un contrat de 2 ans qui avait une valeur de 18  milliards d'euros. En outre, lors de la négociation d'un accord de troc, le  vendeur doit connaître le prix de marché des articles  offerts dans le commerce.
- Négociation de  l'interrupteur : c'est une pratique  dans laquelle une entreprise vend à une autre son  obligation de faire un achat dans un pays donné.
- Achat du compteur : Vente  de biens et de services à  une entreprise dans un  autre pays par une société  qui promet de faire un  achat futur d'un produit  spécifique de la même  entreprise dans ce pays.
- Rachat : lorsqu'une  entreprise construit une usine dans un pays - ou la  technologie des  fournitures, du matériel, de la formation ou d'autres  services dans le pays et  s'engage à prendre un  certain pourcentage de la  production de l'usine de  paiement partiel du  contrat.
- Offset : Accord par une nation à  acheter un produit d'un  autre, sous réserve de  l'achat de tout ou partie  des composants et des  matières premières de  l'acheteur du produit fini, ou l'ensemble de ces  produits dans le pays de  l'acheteur.
- Commerce de  rémunération : le commerce de rémunération est une  forme de troc dans laquelle  l'un des flux est en partie  en marchandises et en  partie en devises fortes.